# 밥 놀런

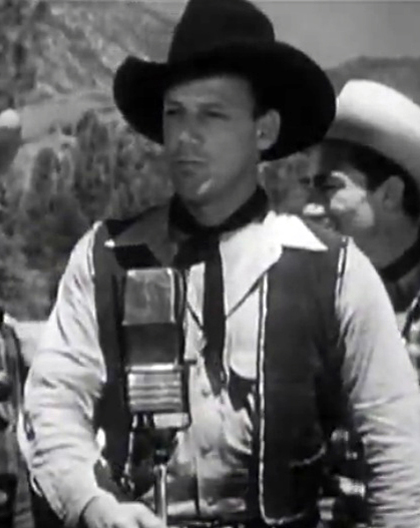

밥 놀런(Bob Nolan, 1908년 4월 13일 ~ 1980년 6월 16일)은 캐나다의 싱어송라이터, 가수, 음악가, 영화배우이다.
위니펙에서 태어났으며 뉴포트비치에서 사망하였다. 사인은 심근 경색이다.

## 영화
- 멜러디 타임 (1948년)
- 헐리우드 캔틴 (1944년)
- 리듬 온 더 레인지 (1936년)